# 理山貞二
理山 貞二（りやま ていじ、1964年 -）は、日本のSF作家。大阪府出身。大阪大学基礎工学部卒業。現在は会社員。

## 経歴
- 大学時代にSF研究会に所属し、創作活動を行っていた[1]。
- 2012年、「〈すべての夢｜果てる地で〉」で第3回創元SF短編賞を受賞。同作は、年刊日本SF傑作選『拡張幻想』に収録。

## 作品
- 「〈すべての夢｜果てる地で〉」（『拡張幻想 年刊日本SF傑作選』所収、2012） - 第3回創元SF短編賞受賞
- 「折り紙衛星の伝説」（『夏色の想像力』、『折り紙衛星の伝説 年刊日本SF傑作選』所収）
- 「百年塚騒動」（『夏色の想像力』所収）
- 「ディセロス」（ 『宙を数える 書き下ろし宇宙SFアンソロジー』所収、2019）